# Plessisville
Plessisville är en kommun med status som stad (ville) och tätort (centre de population) i provinsen Québec i Kanada. Den ligger i regionen Centre-du-Québec, i den sydöstra delen av landet, 300 km öster om huvudstaden Ottawa. Till 2023 omgavs den helt av en till ytan större kommun med samma namn, men som hade status som socken (municipalité de paroisse). Denna kommun uppgick 2024 i staden.